# Kruislaaghout

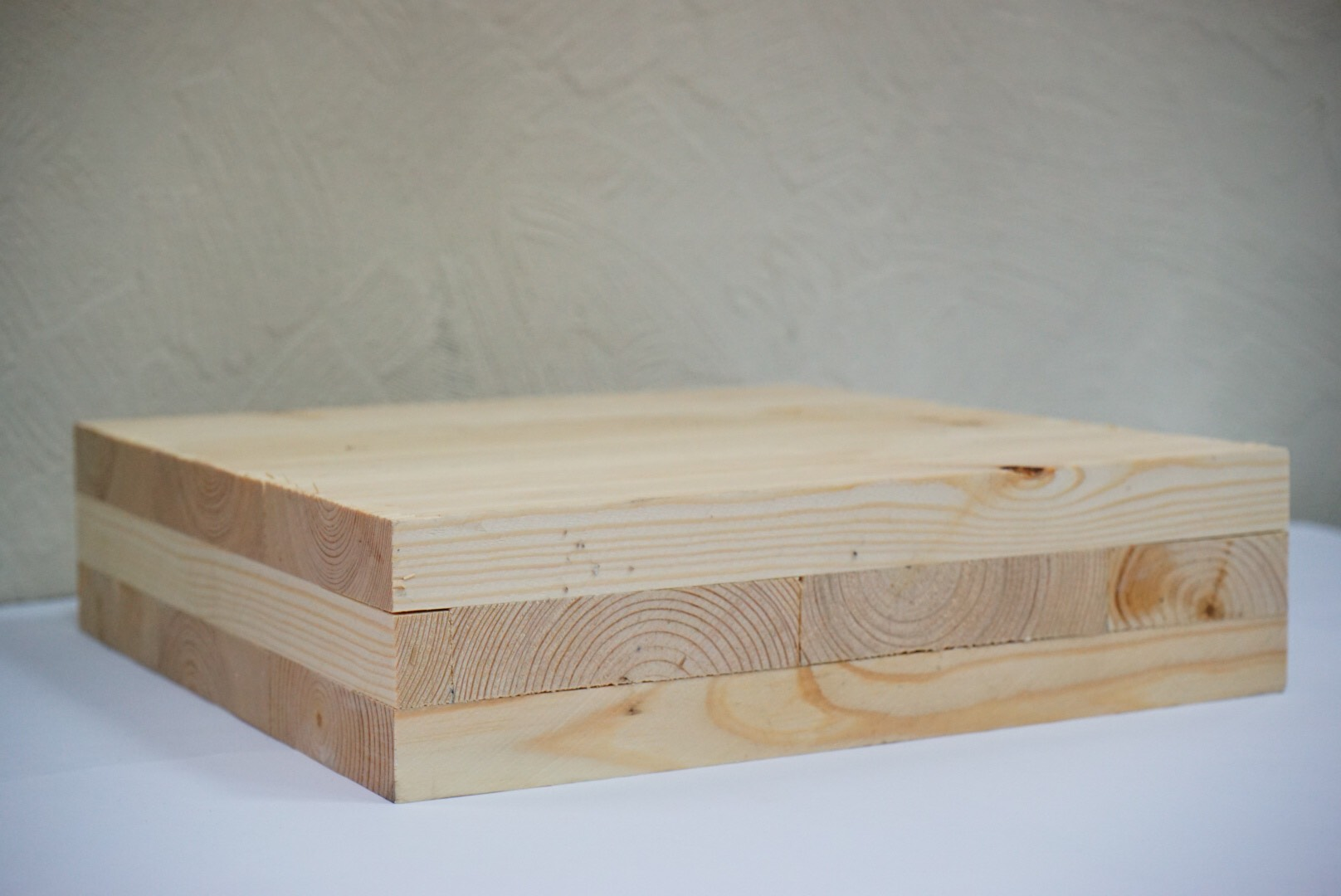
Kruislaaghout

Kruislaaghout of CLT, van het Engelse cross-laminated timber, waarvan de doorbraak rond 1995 begon, bestaat uit kruislings verlijmde lamellen in 3-11 lagen van diverse naaldhoutsoorten; in Europa is dat meestal vurenhout. Varianten in loofhout zijn in ontwikkeling, zoals kruislaagtulpenboomhout (cross-laminated tulipwood - CLTu). Ook zijn er experimenten met gerecycled pallethout.
Kruislaaghout wordt onder andere gebruikt voor prefab-vloeren, daken en wanden. Het is erg stabiel en kan grote krachten opnemen.

## Voorbeelden

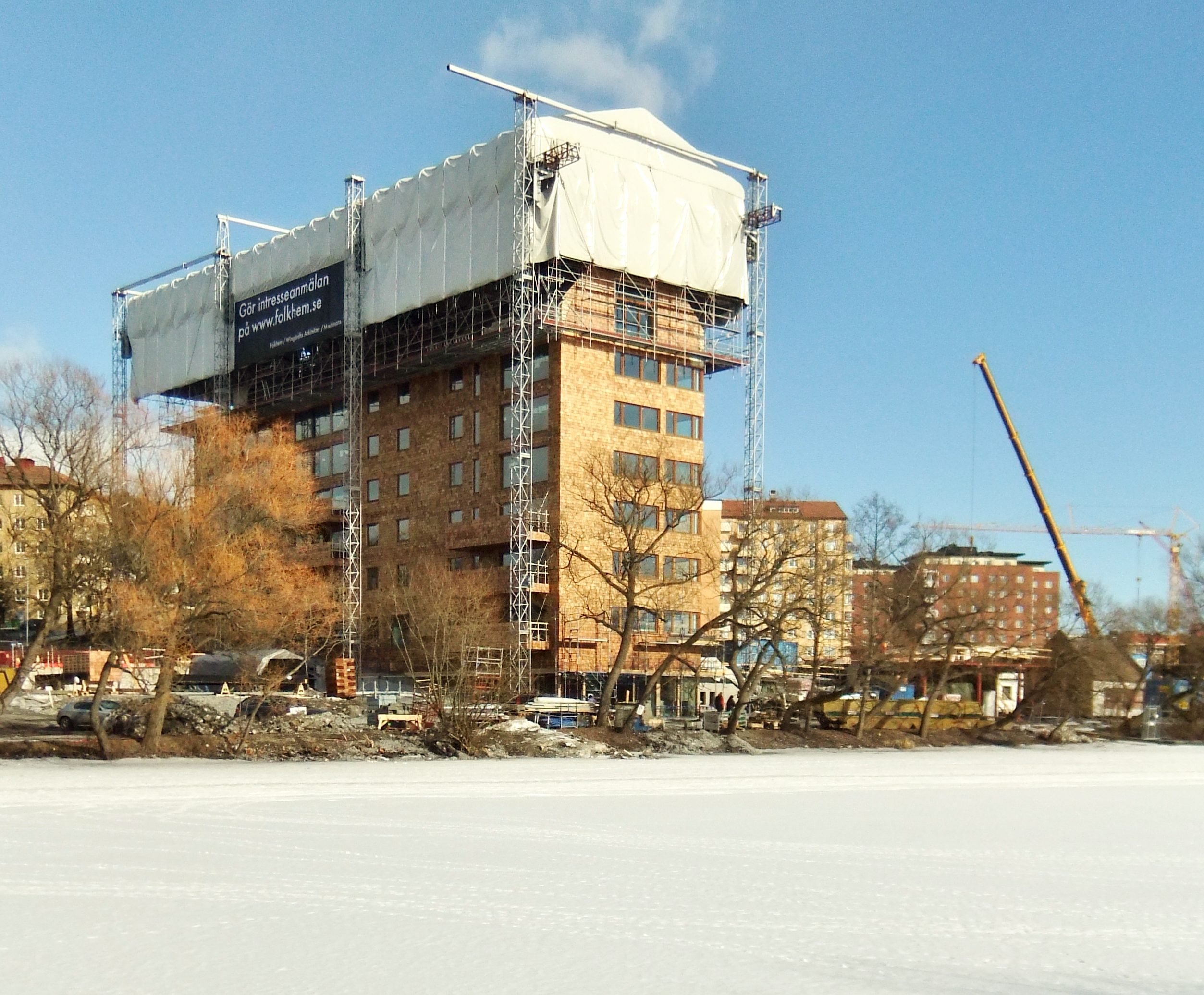
Grootste constructie in kruislaaghout in Zweden
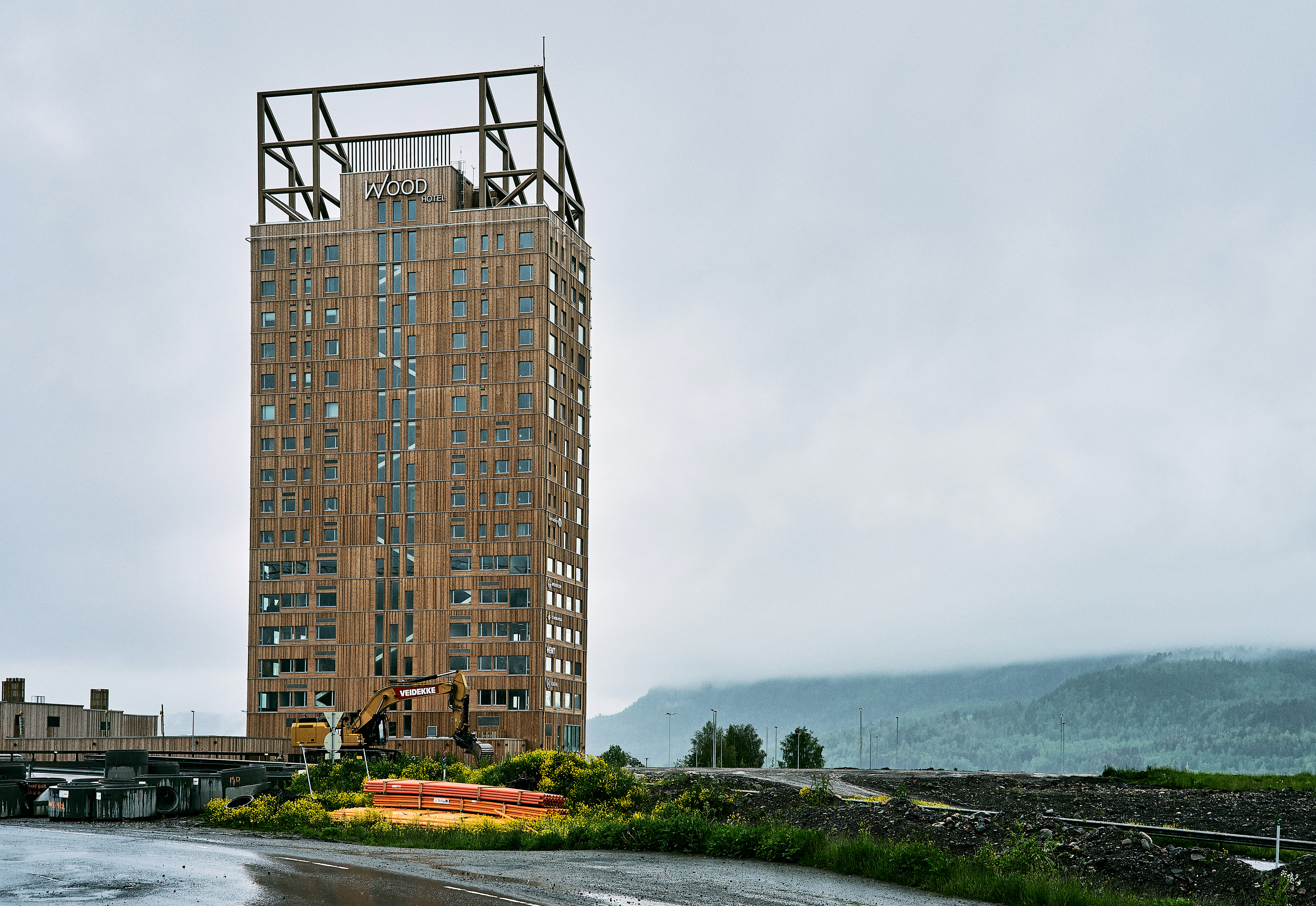
Mjøstårnet in Noorwegen, het grootste houten flatgebouw in de wereld
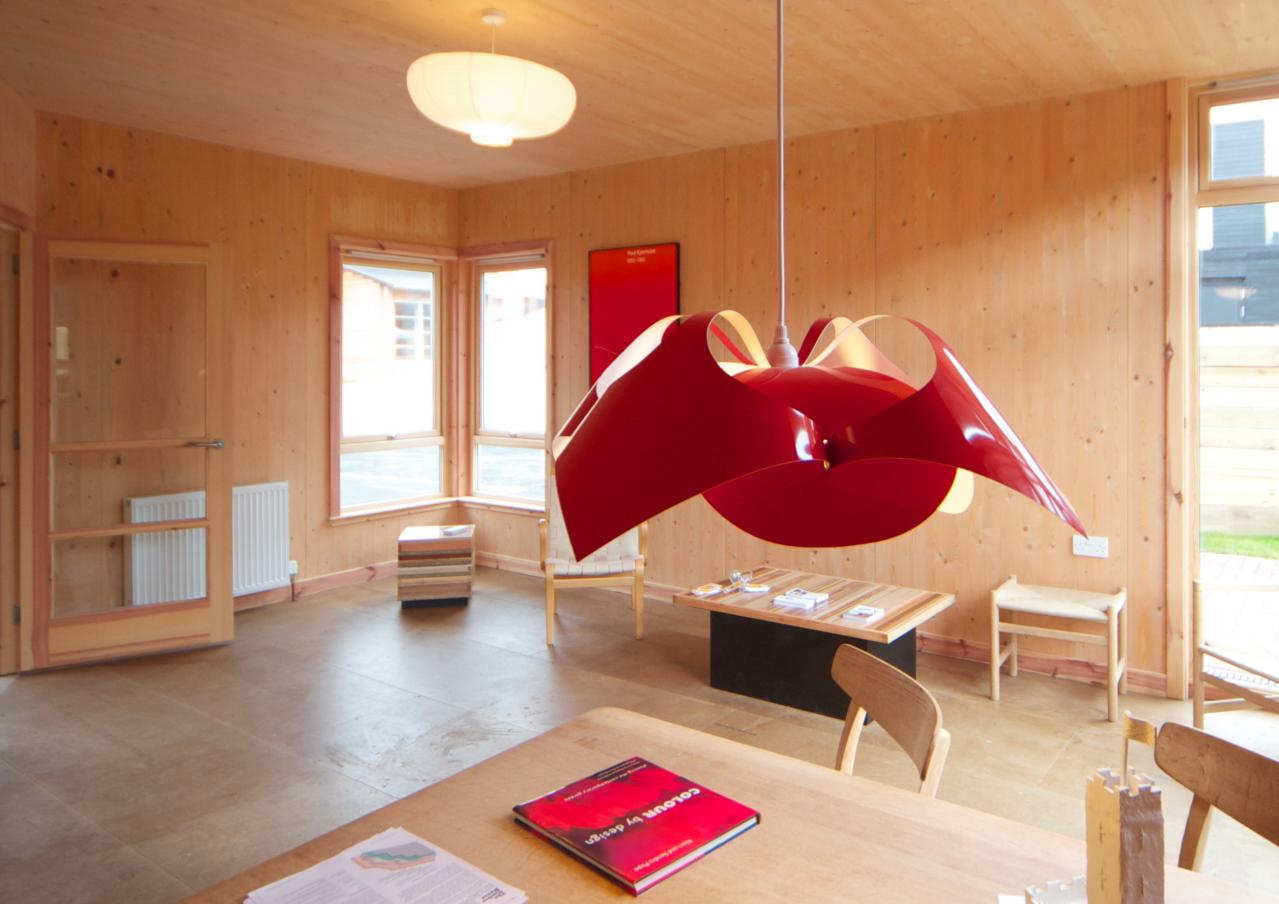
Interieur van een CLT-huis in Schotland
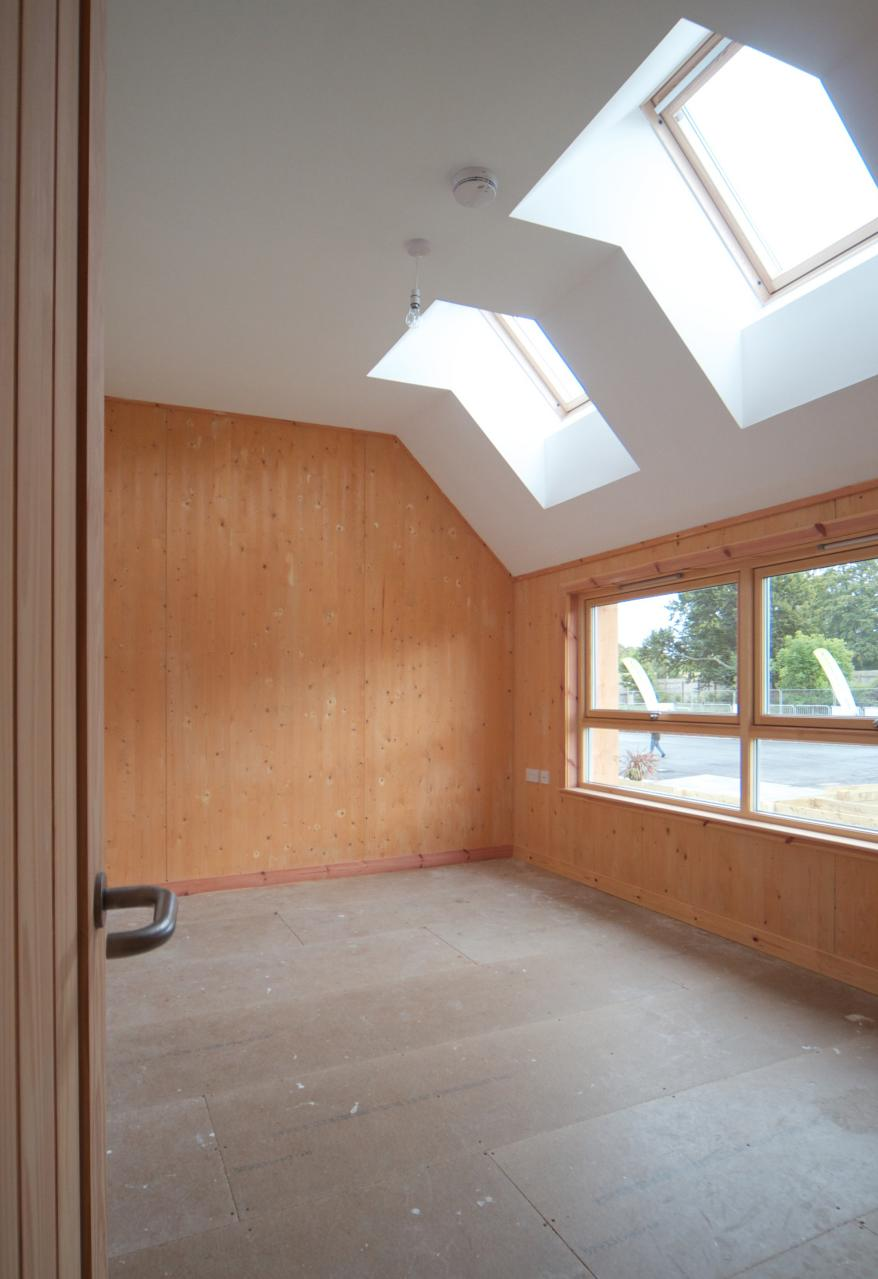
Interieur van een CLT-huis in Schotland